# 好萊塢伯班克機場
好莱坞伯班克机场（英語：Hollywood Burbank Airport）是美國一个民用機場，位于加州洛杉矶县的伯班克市。

## 航空公司同目的地
| 航空公司                                  | 目的地                                       | 客運大樓 |
| ----------------------------------------- | -------------------------------------------- | -------- |
| 阿拉斯加航空                              | 西雅圖                                       | B        |
| 美國航空                                  | 達拉斯/沃思堡                                | B        |
| 達美連接航空（由天西航空營運）            | 鹽湖城                                       | B        |
| Horizon Air                               | 波特蘭                                       | B        |
| 捷藍航空                                  | 拉斯維加斯、紐約-JFK                         | A        |
| 西南航空                                  | 拉斯維加斯、奧克蘭、鳳凰城、沙加緬度、聖荷西 | A        |
| 全美航空                                  | 鳳凰城                                       | A        |
| US Airways Express（由Mesa Airlines營運） | 鳳凰城                                       | A        |
| United Express（由天西航空營運）          | 丹佛、舊金山                                 | B        |

## 历史
机场曾用名包括Angeles Mesa Drive 機場（1928–1930）、聯合機場（1930–1934）、聯盟航空站（1934–1940）、洛克希德航空站（1940–1967），好莱坞-伯班克機場（1967–1978），伯班克-格倫代爾-帕薩迪納機場（1978–2003），鲍勃·霍普机场（2003-2016）。2016年，机场管理方宣布将机场的商业名称改回好莱坞-伯班克機場，但机场在法律文件等正式文书上的名称仍为鲍勃·霍普机场（Bob Hope Airport）。。

## 對外交通

### 巴士
洛杉矶MTA公交94路与22路在机场附近的Hollywood Way与Thornton Ave交界处停靠。美鐵也提供机场火車站去往贝克斯菲尔德的长途巴士。

### 鐵路
美鐵与Metrolink伯班克机场南站連接本机场与加州各大城市。